# Britas

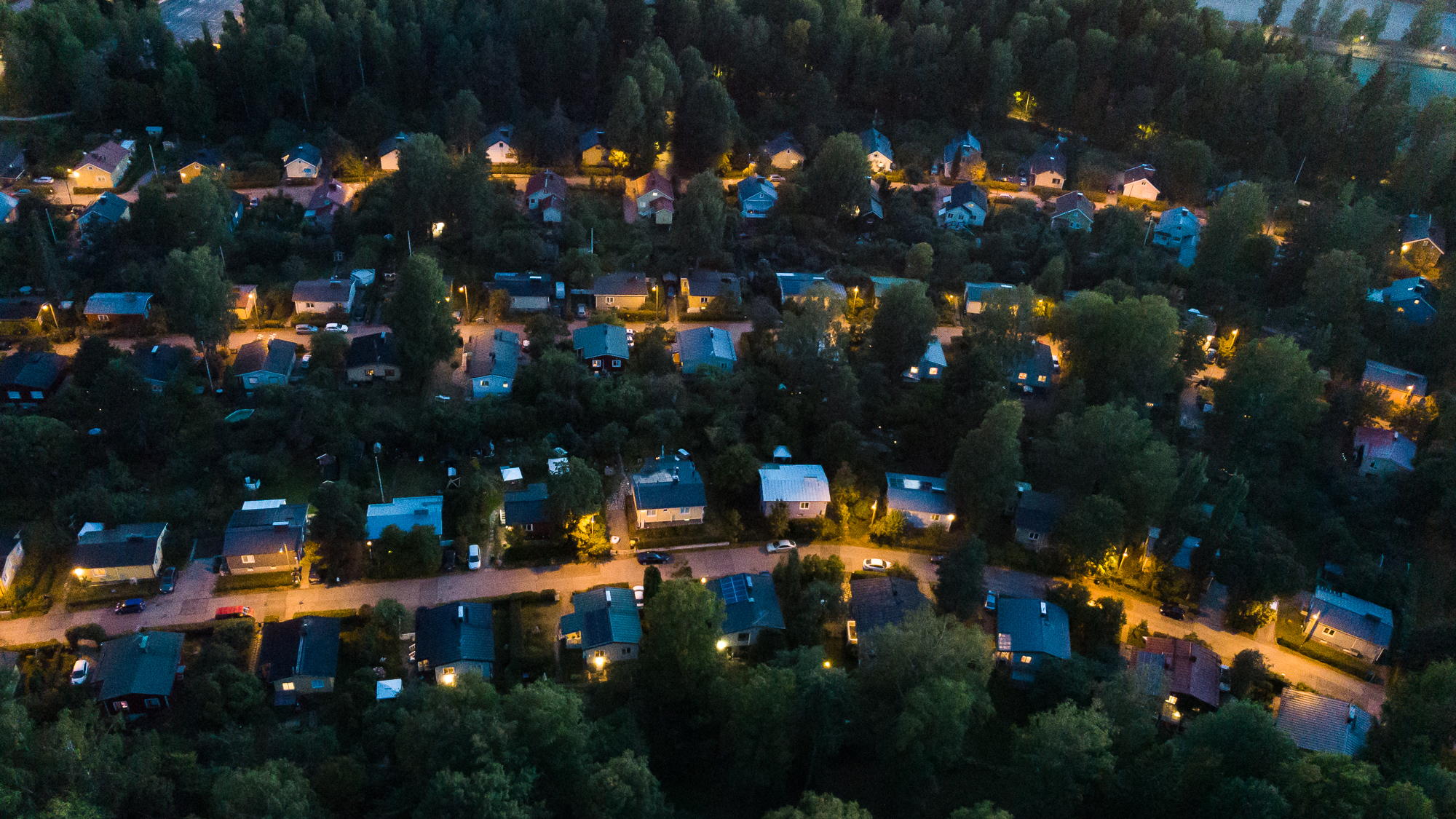
Frontmannahus i Britas

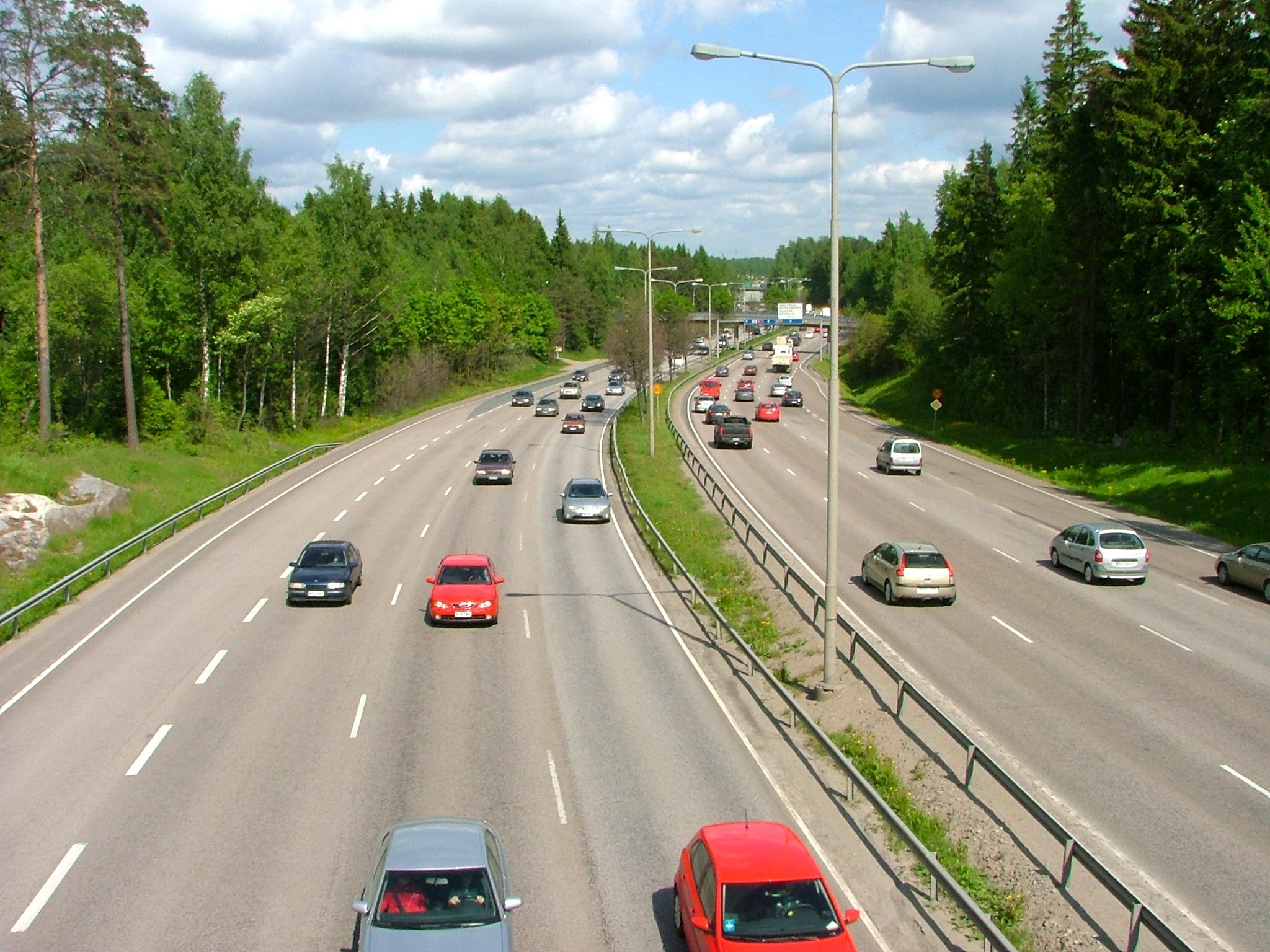
Ring I vid Britas, 2010

Britas (fi. Pirkkola) är en del av Månsas distrikt i Helsingfors stad. 
Britas är ett mycket välbevarat småhusområde från tiden strax efter andra världskriget. Flera av husen är variationer av de typhus som donerades av Sverige under mellanfredstiden år 1940. Totalt byggdes det 160 typhus på kommunala arrendetomter åren 1940–1941 för frontmän och evakuerade från Karelen. Senare steg antalet hus till 200. Förutom modellerna Typhus 1 och Typhus 4, ritade av Lauri Pajamies, var Alvar Aalto en av arkitekterna bakom husen i Britas. En viktig del av trivseln i Britas kommer från gårdsplaneringen som utfördes av Elisabeth Koch åren 1941–1942. 
Museiverket har klassat Britas som en nationellt viktig miljö. Stadsdelen är märkt som kulturhistorisk i Helsingfors Generalplan 2002. Den ingår i klassen "Top 7" över områden från återuppbyggnadstiden. På grund av detta är detaljplanen mycket sträng i Britas och eventuella förändringar måste vara väl motiverade. 
I Britas finns Britas idrottspark med simhall, ishall, sportplaner med mera. Helsingfors centralpark som ligger väster om Britas ger goda möjligheter för joggning eller skidning på vintern. 